# San Benito AVA
Das seit dem 5. Oktober 1987 anerkannte San Benito AVA ist ein Weinbaugebiet im US-Bundesstaat Kalifornien. Das Gebiet liegt im westlichen Teil des Verwaltungsgebiet San Benito County und ist Teil der übergeordneten Central Coast AVA. Über eine Öffnung zwischen der Gabilan Range und den Santa Lucia Mountains wird das Gebiet von den kühlenden Nebeln und Meeresbrisen des Pazifik erreicht. Das Gebiet war einst ein wichtiger Traubenlieferant des Weinguts Almaden Vineyards, bevor dieses im Jahr 1987 vom Großkonzern Constellation Brands übernommen wurde.